# Világbajnoki érmesek listája férfi tőrvívásban
Ez a lap a világbajnoki érmesek listája férfi tőrvívásban 1926-tól 2023-ig.
A Nemzetközi Vívószövetség (FIE) 1937-ben utólag világbajnokságokként ismerte el az Európában 1921-től 1936-ig évente megrendezett nemzetközi vívóbajnokságokat, így ezen versenyek érmesei is szerepelnek a listában.

## Egyéni
| Év                                                         | Helyszín          | Arany                  | Ezüst                                | Bronz                         |
| Nemzetközi bajnokság                                       |                   |                        |                                      |                               |
| 1926                                                       | Budapest          | Giorgio Chiavacci      | Berty László                         | Ugo Pignotti                  |
| 1927                                                       | Vichy             | Oreste Puliti          | Philippe Cattiau                     | Gioacchino Guaragna           |
| 1929                                                       | Nápoly            | Oreste Puliti          | Philippe Cattiau                     | Giulio Gaudini                |
| 1930                                                       | Liège             | Giulio Gaudini         | Gustavo Marzi                        | Gioacchino Guaragna           |
| 1931                                                       | Bécs              | René Lemoine           | Gustavo Marzi                        | Emrys Lloyd                   |
| 1933                                                       | Budapest          | Gioacchino Guaragna    | Giulio Gaudini                       | Emrys Lloyd                   |
| 1934                                                       | Varsó             | Giulio Gaudini         | Gustavo Marzi                        | Giorgio Bocchino              |
| 1935                                                       | Lausanne          | Edward Gardère         | –                                    | –                             |
| 1935                                                       | Lausanne          | Giorgio Bocchino       | –                                    | –                             |
| 1935                                                       | Lausanne          | Gustavo Marzi          | –                                    | –                             |
| 1935                                                       | Lausanne          | René Lemoine           | –                                    | –                             |
| Világbajnokság                                             |                   |                        |                                      |                               |
| 1937                                                       | Párizs            | Gustavo Marzi          | Edward Gardère                       | René Lemoine                  |
| 1938                                                       | Pöstyén           | Gioacchino Guaragna    | Giorgio Bocchino                     | Edward Gardère                |
| 1939–1946 között nem rendezték meg a II. világháború miatt |                   |                        |                                      |                               |
| 1947                                                       | Lisszabon         | Christian d’Oriola     | Manlio Di Rosa                       | Edoardo Mangiarotti           |
| 1949                                                       | Kairó             | Christian d’Oriola     | Renzo Nostini                        | Edoardo Mangiarotti           |
| 1949                                                       | Kairó             | Christian d’Oriola     | Renzo Nostini                        | Giuliano Nostini              |
| 1950                                                       | Monte-Carlo       | Renzo Nostini          | Jéhan de Buhan                       | Jacques Lataste               |
| 1951                                                       | Stockholm         | Manlio Di Rosa         | Edoardo Mangiarotti                  | Jéhan de Buhan                |
| 1953                                                       | Brüsszel          | Christian d’Oriola     | Edoardo Mangiarotti                  | Manlio Di Rosa                |
| 1954                                                       | Luxembourg        | Christian d’Oriola     | Edoardo Mangiarotti                  | Giancarlo Bergamini           |
| 1955                                                       | Róma              | Gyuricza József        | Christian d’Oriola                   | Jacques Lataste               |
| 1957                                                       | Párizs            | Fülöp Mihály           | Mark Midler                          | Allan Jay                     |
| 1958                                                       | Philadelphia      | Giancarlo Bergamini    | Czvikovszky Ferenc                   | Bernard Baudoux               |
| 1959                                                       | Budapest          | Allan Jay              | Claude Netter                        | Mark Midler                   |
| 1961                                                       | Torino            | Ryszard Parulski       | Kamuti Jenő                          | Mark Midler                   |
| 1962                                                       | Buenos Aires      | German Szvesnyikov     | Witold Woyda                         | Jürgen Brecht                 |
| 1963                                                       | Gdańsk            | Jean-Claude Magnan     | Ryszard Parulski                     | Egon Franke                   |
| 1965                                                       | Párizs            | Jean-Claude Magnan     | Daniel Revenu                        | German Szvesnyikov            |
| 1966                                                       | Moszkva           | German Szvesnyikov     | Jean-Claude Magnan                   | Viktor Putyatyin              |
| 1967                                                       | Montréal          | Viktor Putyatyin       | Kamuti Jenő                          | Bernard Talvard               |
| 1969                                                       | Havanna           | Friedrich Wessel       | Vaszil Sztankovics                   | Ryszard Parulski              |
| 1970                                                       | Ankara            | Friedrich Wessel       | Leonyid Romanov                      | Marek Dąbrowski               |
| 1971                                                       | Bécs              | Vaszil Sztankovics     | Marek Dąbrowski                      | Leonyid Romanov               |
| 1973                                                       | Göteborg          | Christian Noël         | Jurij Csizs                          | Kamuti Jenő                   |
| 1974                                                       | Grenoble          | Aljakszandr Ramanykov  | Carlo Montano                        | Frédéric Pietruszka           |
| 1975                                                       | Budapest          | Christian Noël         | Bernard Talvard                      | Vlagyimir Gyenyiszov          |
| 1977                                                       | Buenos Aires      | Aljakszandr Ramanykov  | Harald Hein                          | Carlo Montano                 |
| 1978                                                       | Hamburg           | Didier Flament         | Aljakszandr Ramanykov                | Harald Hein                   |
| 1979                                                       | Melbourne         | Aljakszandr Ramanykov  | Pascal Jolyot                        | Fabio Dal Zotto               |
| 1981                                                       | Clermont-Ferrand  | Volodimir Szmirnov     | Kuki Péter                           | Angelo Scuri                  |
| 1982                                                       | Róma              | Aljakszandr Ramanykov  | Mauro Numa                           | Federico Cervi                |
| 1983                                                       | Bécs              | Aljakszandr Ramanykov  | Matthias Gey                         | Marian Sypniewski             |
| 1985                                                       | Barcelona         | Mauro Numa             | Andrea Cipressa                      | Harald Hein                   |
| 1986                                                       | Szófia            | Andrea Borella         | Tulio Díaz                           | Mauro Numa                    |
| 1987                                                       | Lausanne          | Matthias Gey           | Matthias Behr                        | Federico Cervi                |
| 1989                                                       | Denver            | Alexander Koch         | Philippe Omnès                       | Mauro Numa                    |
| 1990                                                       | Lyon              | Philippe Omnès         | Andrea Borella                       | Dmitrij Sevcsenko             |
| 1991                                                       | Budapest          | Ingo Weißenborn        | Thorsten Weidner                     | Laurent Bel                   |
| 1991                                                       | Budapest          | Ingo Weißenborn        | Thorsten Weidner                     | Youssef Hocine                |
| 1993                                                       | Essen             | Alexander Koch         | Szerhij Holubickij                   | Philippe Omnès                |
| 1993                                                       | Essen             | Alexander Koch         | Szerhij Holubickij                   | Uwe Römer                     |
| 1994                                                       | Athén             | Rolando Tucker         | Alessandro Puccini                   | Thorsten Weidner              |
| 1994                                                       | Athén             | Rolando Tucker         | Alessandro Puccini                   | Oscar García Pérez            |
| 1995                                                       | Hága              | Dmitrij Sevcsenko      | José Francisco Guerra                | Szerhij Holubickij            |
| 1995                                                       | Hága              | Dmitrij Sevcsenko      | José Francisco Guerra                | Elvis Gregory                 |
| 1997                                                       | Fokváros          | Szerhij Holubickij     | Kim Jongho (Kim Yeongho)             | Lionel Plumenail              |
| 1997                                                       | Fokváros          | Szerhij Holubickij     | Kim Jongho (Kim Yeongho)             | Vang Haj-pin (Wang Haibin)    |
| 1998                                                       | La Chaux-de-Fonds | Szerhij Holubickij     | Elvis Gregory                        | Salvatore Sanzo               |
| 1998                                                       | La Chaux-de-Fonds | Szerhij Holubickij     | Elvis Gregory                        | Piotr Kiełpikowski            |
| 1999                                                       | Szöul             | Szerhij Holubickij     | Matteo Zennaro                       | Kim Jongho (Kim Yeongho)      |
| 1999                                                       | Szöul             | Szerhij Holubickij     | Matteo Zennaro                       | Wolfgang Wienand              |
| 2001                                                       | Nîmes             | Salvatore Sanzo        | Loïc Attely                          | Franck Boidin                 |
| 2001                                                       | Nîmes             | Salvatore Sanzo        | Loïc Attely                          | Brice Guyart                  |
| 2002                                                       | Lisszabon         | Simone Vanni           | André Weßels                         | Piotr Kiełpikowski            |
| 2002                                                       | Lisszabon         | Simone Vanni           | André Weßels                         | Vu Han-hsziung (Wu Hanxiong)  |
| 2003                                                       | Havanna           | Peter Joppich          | Simone Vanni                         | Brice Guyart                  |
| 2003                                                       | Havanna           | Peter Joppich          | Simone Vanni                         | Andrea Cassarà                |
| 2005                                                       | Lipcse            | Salvatore Sanzo        | Csang Liang-liang (Zhang Liangliang) | Nicolas Beaudan               |
| 2005                                                       | Lipcse            | Salvatore Sanzo        | Csang Liang-liang (Zhang Liangliang) | Andrej Gyejev                 |
| 2006                                                       | Torino            | Peter Joppich          | Andrea Baldini                       | Stefano Barrera               |
| 2006                                                       | Torino            | Peter Joppich          | Andrea Baldini                       | Lej Seng (Lei Sheng)          |
| 2007                                                       | Szentpétervár     | Peter Joppich          | Andrea Baldini                       | Benjamin Kleibrink            |
| 2007                                                       | Szentpétervár     | Peter Joppich          | Andrea Baldini                       | Lej Seng (Lei Sheng)          |
| 2009                                                       | Antalya           | Andrea Baldini         | Csu Csün (Zhu Jun)                   | Artyom Szedov                 |
| 2009                                                       | Antalya           | Andrea Baldini         | Csu Csün (Zhu Jun)                   | Peter Joppich                 |
| 2010                                                       | Párizs            | Peter Joppich          | Lej Seng (Lei Sheng)                 | Óta Júki                      |
| 2010                                                       | Párizs            | Peter Joppich          | Lej Seng (Lei Sheng)                 | Gerek Meinhardt               |
| 2011                                                       | Catania           | Andrea Cassarà         | Valerio Aspromonte                   | Giorgio Avola                 |
| 2011                                                       | Catania           | Andrea Cassarà         | Valerio Aspromonte                   | Victor Sintès                 |
| 2013                                                       | Budapest          | Miles Chamley-Watson   | Artur Ahmathuzin                     | Rosztiszlav Hercik            |
| 2013                                                       | Budapest          | Miles Chamley-Watson   | Artur Ahmathuzin                     | Valerio Aspromonte            |
| 2014                                                       | Kazany            | Alekszej Cseremiszinov | Ma Csien-fej (Ma Jianfei)            | Enzo Lefort                   |
| 2014                                                       | Kazany            | Alekszej Cseremiszinov | Ma Csien-fej (Ma Jianfei)            | Tyimur Szafin                 |
| 2015                                                       | Moszkva           | Óta Júki               | Alexander Massialas                  | Artur Ahmathuzin              |
| 2015                                                       | Moszkva           | Óta Júki               | Alexander Massialas                  | Gerek Meinhardt               |
| 2017                                                       | Lipcse            | Dmitrij Zserebcsenko   | Szaitó Tosija                        | Daniele Garozzo               |
| 2017                                                       | Lipcse            | Dmitrij Zserebcsenko   | Szaitó Tosija                        | Sikine Takahiro               |
| 2018                                                       | Vuhszi (Wuxi)     | Alessio Foconi         | Richard Kruse                        | Ho Dzsun (Heo Jun)            |
| 2018                                                       | Vuhszi (Wuxi)     | Alessio Foconi         | Richard Kruse                        | Carlos Llavador               |
| 2019                                                       | Budapest          | Enzo Lefort            | Marcus Mepstead                      | Szon Jonggi (Son Yeonggi)     |
| 2019                                                       | Budapest          | Enzo Lefort            | Marcus Mepstead                      | Dmitrij Zserebcsenko          |
| 2022                                                       | Kairó             | Enzo Lefort            | Tommaso Marini                       | Cőng Ká-lóng (Cheung Ka-long) |
| 2022                                                       | Kairó             | Enzo Lefort            | Tommaso Marini                       | Nick Itkin                    |
| 2023                                                       | Milánó            | Tommaso Marini         | Nick Itkin                           | Macujama Kjószuke             |
| 2023                                                       | Milánó            | Tommaso Marini         | Nick Itkin                           | Enzo Lefort                   |

### Éremtáblázat
| Helyezés | Nemzet           | Arany | Ezüst | Bronz | Összesen |
| 1.       | Olaszország      | 22    | 21    | 23    | 66       |
| 2.       | Franciaország    | 15    | 12    | 19    | 46       |
| 3.       | Szovjetunió      | 10    | 5     | 7     | 22       |
| 4.       | Németország      | 6     | 2     | 5     | 13       |
| 5.       | NSZK             | 4     | 3     | 3     | 10       |
| 6.       | Oroszország      | 3     | 1     | 5     | 9        |
| 7.       | Ukrajna          | 3     | 1     | 2     | 6        |
| 8.       | Magyarország     | 2     | 4     | 1     | 7        |
| 9.       | Lengyelország    | 1     | 3     | 6     | 10       |
| 10.      | Egyesült Államok | 1     | 2     | 3     | 6        |
| 10.      | Nagy-Britannia   | 1     | 2     | 3     | 6        |
| 12.      | Kuba             | 1     | 2     | 2     | 5        |
| 13.      | Japán            | 1     | 1     | 3     | 5        |
|          |                  |       |       |       |          |
| 14.      | Kína             | 0     | 4     | 4     | 8        |
| 15.      | Dél-Korea        | 0     | 1     | 3     | 4        |
| 16.      | Spanyolország    | 0     | 1     | 1     | 2        |
| 17.      | Románia          | 0     | 1     | 0     | 1        |
|          |                  |       |       |       |          |
| 18.      | Hongkong         | 0     | 0     | 1     | 1        |
| Összesen | Összesen         | 70    | 66    | 91    | 227      |

## Csapat
| Év                                                         | Helyszín          | Arany | Ezüst | Bronz |
| Nemzetközi bajnokság                                       |                   | | | |
| 1929                                                       | Nápoly            | Olaszország · Dante Carniel · Giulio Gaudini · Nicola Girace · Gioacchino Guaragna · Gustavo Marzi · Ugo Pignotti · Oreste Puliti · Ciro Verratti | Belgium · Raymond Bru · Xavier De Beukelaer · Charles Debeur · Robert T’Sas                                                       | Magyarország · Hajdú János · Hátszegi Ottó · Kálniczky Gusztáv · Piller György · Rozgonyi György                                                |
| 1930                                                       | Liège             | Olaszország · Giulio Gaudini · Gioacchino Guaragna · Gustavo Marzi · Ugo Pignotti · Saverio Ragno · Rodolfo Terlizzi                              | Franciaország · René Bougnol · Philippe Cattiau · Jacques Coutrot · Edward Gardère · René Lemoine                                 | Belgium · Raymond Bru · Georges de Bourguignon · Max Janlet · Pierre Pêcher · Robert T’Sas · Édouard Yves                                       |
| 1931                                                       | Bécs              | Olaszország · Giorgio Chiavacci · Giulio Gaudini · Gioacchino Guaragna · Gustavo Marzi · Ugo Pignotti · Saverio Ragno                             | Magyarország · Hajdú János · Hátszegi Ottó · Kálniczky Gusztáv · Piller György · Rády József · Tóth Péter                         | Ausztria · Ernst Baylon · Richard Brünner · Kurt Ettinger · Karl Hanisch · Hans Lion · Karl Sudrich                                             |
| 1933                                                       | Budapest          | Olaszország · Giorgio Bocchino · Manlio Di Rosa · Gioacchino Guaragna · Giorgio Macerata · Giuliano Nostini · Saverio Ragno                       | Ausztria · Ernst Baylon · Richard Brünner · Kurt Ettinger · Hans Lion · Josef Losert                                              | Magyarország · Gözsy Sándor · Hajdú János · Hátszegi József · Hátszegi Ottó · Maszlay Lajos · Meszlényi Egon                                    |
| 1934                                                       | Varsó             | Olaszország · Giorgio Bocchino · Manlio Di Rosa · Giulio Gaudini · Gioacchino Guaragna · Gustavo Marzi · Giuliano Nostini                         | Franciaország · René Bougnol · André Gardère · Edward Gardère · Michel Godin · René Lemoine                                       | Németország · Erwin Casmir · Julius Eisenecker · August Heim · Stefan Rosenbauer                                                                |
| 1935                                                       | Lausanne          | Olaszország · Giorgio Bocchino · Giulio Gaudini · Gustavo Marzi · Giuliano Nostini · Ugo Purcaro · Ciro Verratti                                  | Franciaország · René Bondoux · René Bougnol · Philippe Cattiau · André Gardère · Edward Gardère · René Lemoine                    | Magyarország · Bay Béla · Dunay Pál · Gerevich Aladár · Hajdú János · Idrányi Ferenc · Maszlay Lajos                                            |
| Világbajnokság                                             |                   | | | |
| 1937                                                       | Párizs            | Olaszország · Giorgio Bocchino · Manlio Di Rosa · Giorgio Faldini · Gustavo Marzi · Giuliano Nostini · Renzo Nostini                              | Franciaország · René Bondoux · René Bougnol · Philippe Cattiau · André Gardère · Edward Gardère · René Lemoine                    | Ausztria · Ernst Baylon · Kurt Ettinger · Roman Fischer · Hans Lion · Josef Losert · Hugo Weczerek                                              |
| 1938                                                       | Pöstyén           | Olaszország · Giorgio Bocchino · Gioacchino Guaragna · Gustavo Marzi · Giuliano Nostini · Renzo Nostini                                           | Franciaország · René Bougnol · Jéhan de Buhan · Jean Coutte · Edward Gardère · Charley Lion                                       | Csehszlovákia · Hervarth Frass von Friedenfeldt · Jiří Jesenský · Jindřich Kakos · Bohuslav Kirchmann · Zdenko Rybka · František Vohryzek       |
| 1939–1946 között nem rendezték meg a II. világháború miatt |                   | | | |
| 1947                                                       | Lisszabon         | Franciaország · André Bonin · René Bougnol · Jéhan de Buhan · Jarricot · Christian d’Oriola · Adrien Rommel                                       | Olaszország · Giancarlo Bergamini · Manlio Di Rosa · Giuliano Nostini · Renzo Nostini · Giorgio Pellini · Saverio Ragno           | Belgium · Robert Michiels · Paul Valcke · André Van De Werve De Vorsselaer · Édouard Yves                                                       |
| 1949                                                       | Kairó             | Olaszország · Manlio Di Rosa · Roberto Ferrari · Edoardo Mangiarotti · Giuliano Nostini · Renzo Nostini · Giorgio Pellini                         | Franciaország · René Bougnol · Jéhan de Buhan · Christian d’Oriola · Jacques Lataste · Michel Pécheux · Adrien Rommel             | Egyiptom · Oszmán Abd el-Hafíz · Szaláh Deszúki · Mahmúd Júnesz · Anvar Taufík · Haszan Hoszni Taufík · Mohamed Zúlfikár                        |
| 1950                                                       | Monte-Carlo       | Olaszország · Manlio Di Rosa · Edoardo Mangiarotti · Alessandro Mirandoli · Renzo Nostini · Giorgio Pellini · Saverio Ragno                       | Franciaország · René Bougnol · Jéhan de Buhan · Christian d’Oriola · Jacques Lataste · Claude Netter · Adrien Rommel              | Egyiptom · Oszmán Abd el-Hafíz · Szaláh Deszúki · Mahmúd Júnesz · Roland Steinauer · Haszan Hoszni Taufík · Mohamed Zúlfikár                    |
| 1951                                                       | Stockholm         | Franciaország · René Bougnol · Jéhan de Buhan · Christian d’Oriola · Jacques Lataste · Claude Netter · Adrien Rommel                              | Olaszország · Giancarlo Bergamini · Manlio Di Rosa · Edoardo Mangiarotti · Alessandro Mirandoli · Renzo Nostini · Giorgio Pellini | Egyiptom · Oszmán Abd el-Hafíz · Ahmed Faríd Abú-Sádi · Szaláh Deszúki · Mahmúd Júnesz · Haszan Hoszni Taufík · Mohamed Zúlfikár                |
| 1953                                                       | Brüsszel          | Franciaország · Claude Bancilhon · Christian d’Oriola · Jacques Lataste · Claude Netter · Jacques Noël · Adrien Rommel                            | Olaszország · Giancarlo Bergamini · Manlio Di Rosa · Roberto Ferrari · Edoardo Mangiarotti · Renzo Nostini · Antonio Spallino     | Magyarország · Gerevich Aladár · Gyuricza József · Maszlay Lajos · Palócz Endre · Sákovics József · Tilli Endre                                 |
| 1954                                                       | Luxembourg        | Olaszország · Giancarlo Bergamini · Manlio Di Rosa · Roberto Ferrari · Edoardo Mangiarotti · Renzo Nostini · Antonio Spallino                     | Franciaország · Claude Bancilhon · René Cintrat · Roger Closset · Christian d’Oriola · Claude Netter · Adrien Rommel              | Magyarország · Gerevich Aladár · Gyuricza József · Marosi József · Palócz Endre · Szőcs Bertalan · Tilli Endre                                  |
| 1955                                                       | Róma              | Olaszország · Giancarlo Bergamini · Luigi Carpaneda · Manlio Di Rosa · Vittorio Lucarelli · Edoardo Mangiarotti · Antonio Spallino                | Magyarország · Fülöp Mihály · Gyuricza József · Marosi József · Pacséri Kázmér · Szőcs Bertalan · Tilli Endre                     | Nagy-Britannia · Harry Cooke · Bill Hoskyns · Allan Jay · René Paul · Osmund Reynolds                                                           |
| 1957                                                       | Párizs            | Magyarország · Czvikovszky Ferenc · Fülöp Mihály · Gyuricza József · Kamuti Jenő · Tilli Endre                                                    | Franciaország · Claude Bancilhon · Bernard Baudoux · Roger Closset · René Coicaud · Christian d’Oriola · Claude Netter            | Olaszország · Aldo Aureggi · Giancarlo Bergamini · Luigi Carpaneda · Vittorio Lucarelli · Alberto Pellegrino · Antonio Spallino                 |
| 1958                                                       | Philadelphia      | Franciaország · Claude Bancilhon · Bernard Baudoux · Roger Closset · Christian d’Oriola · Jacques Guittet · Claude Netter                         | Szovjetunió · Mark Midler · Jurij Rudov · Jurij Sziszikin · German Szvesnyikov                                                    | Olaszország · Giancarlo Bergamini · Mario Curletto · Edoardo Mangiarotti · Alberto Pellegrino · Antonio Spallino                                |
| 1959                                                       | Budapest          | Szovjetunió · Mark Midler · Jurij Rudov · Jurij Sziszikin · German Szvesnyikov · Viktor Zsdanovics                                                | NSZK · Jürgen Brecht · Tim Gerresheim · Dieter Schmitt · Jürgen Theuerkauff · Manfred Urschel                                     | Magyarország · Czvikovszky Ferenc · Fülöp Mihály · Gyuricza József · Kamuti Jenő · Pacséri Kázmér · Pap Csaba                                   |
| 1961                                                       | Torino            | Szovjetunió · Mark Midler · Jurij Rudov · Alekszandr Seveljov · Jurij Sziszikin · German Szvesnyikov · Viktor Zsdanovics                          | Magyarország · Czvikovszky Ferenc · Gyuricza József · Kamuti Jenő · Kamuti László · Pacséri Kázmér · Szabó Sándor                 | Lengyelország · Egon Franke · Henryk Nielaba · Ryszard Parulski · Janusz Różycki · Zbigniew Skrudlik · Witold Woyda                             |
| 1962                                                       | Buenos Aires      | Szovjetunió · Mark Midler · Jurij Oszipov · Jevgenyij Rjumin · Jurij Sziszikin · German Szvesnyikov · Viktor Zsdanovics                           | Magyarország · Gyuricza József · Kamuti Jenő · Kamuti László · Pacséri Kázmér · Sákovics József · Szabó Sándor                    | Lengyelország · Egon Franke · Henryk Nielaba · Ryszard Parulski · Janusz Różycki · Zbigniew Skrudlik · Witold Woyda                             |
| 1963                                                       | Gdańsk            | Szovjetunió · Mark Midler · Jurij Rudov · Jurij Sarov · German Szvesnyikov · Viktor Zsdanovics                                                    | Lengyelország · Egon Franke · Henryk Nielaba · Ryszard Parulski · Janusz Różycki · Witold Woyda                                   | Franciaország · Guy Barrabino · Jacky Courtillat · Jean-Claude Magnan · Daniel Revenu · Pierre Rodocanachi                                      |
| 1965                                                       | Párizs            | Szovjetunió · Mark Midler · Viktor Putyatyin · Jurij Sarov · Jurij Sziszikin · German Szvesnyikov                                                 | Lengyelország · Ryszard Kunze · Adam Lisewski · Janusz Różycki · Zbigniew Skrudlik · Witold Woyda                                 | Franciaország · Jacky Courtillat · Jean-Claude Magnan · Christian Noël · Daniel Revenu · Pierre Rodocanachi                                     |
| 1966                                                       | Moszkva           | Szovjetunió · Mark Midler · Viktor Putyatyin · Jurij Sarov · Jurij Sziszikin · German Szvesnyikov                                                 | Magyarország · Gyarmati Béla · Gyuricza József · Kamuti Jenő · Kamuti László · Szabó Sándor                                       | Lengyelország · Egon Franke · Adam Lisewski · Ryszard Parulski · Zbigniew Skrudlik · Witold Woyda                                               |
| 1967                                                       | Montréal          | Románia · Ștefan Ardeleanu · Ion Drîmbă · Falb Gyula · Tănase Mureșanu · Mihai Țiu                                                                | Szovjetunió · Mark Midler · Viktor Putyatyin · Leonyid Romanov · Jurij Sarov · German Szvesnyikov                                 | Lengyelország · Egon Franke · Adam Lisewski · Ryszard Parulski · Zbigniew Skrudlik · Witold Woyda                                               |
| 1969                                                       | Havanna           | Szovjetunió · Viktor Putyatyin · Leonyid Romanov · Jurij Sarov · Vaszil Sztankovics · German Szvesnyikov                                          | Lengyelország · Marek Dąbrowski · Jerzy Kaczmarek · Lech Koziejowski · Ryszard Parulski · Witold Woyda                            | Románia · Ștefan Ardeleanu · Ion Drîmbă · Falb Gyula · Haukler István · Mihai Țiu                                                               |
| 1970                                                       | Ankara            | Szovjetunió · Anatolij Kotyesev · Valerij Lukjancsenko · Viktor Putyatyin · Leonyid Romanov · Vaszil Sztankovics                                  | Magyarország · Czakkel István · Gyarmati Béla · Kamuti Jenő · Kamuti László · Szabó Sándor                                        | Románia · Ștefan Ardeleanu · Falb Gyula · Haukler István · Tănase Mureșanu · Mihai Țiu                                                          |
| 1971                                                       | Bécs              | Franciaország · Bruno Boscherie · Jean-Claude Magnan · Christian Noël · Daniel Revenu · Bernard Talvard                                           | Lengyelország · Marek Dąbrowski · Jerzy Kaczmarek · Lech Koziejowski · Adam Lisewski · Witold Woyda                               | Szovjetunió · Vlagyimir Gyenyiszov · Anatolij Kotyesev · Viktor Putyatyin · Leonyid Romanov · Vaszil Sztankovics                                |
| 1973                                                       | Göteborg          | Szovjetunió · Jurij Csizs · Vlagyimir Gyenyiszov · Szergej Iszakov · Anatolij Kotyesev · Vaszil Sztankovics                                       | NSZK · Thomas Bach · Matthias Behr · Harald Hein · Thomas Jäger · Klaus Reichert                                                  | Lengyelország · Marek Dąbrowski · Jerzy Kaczmarek · Lech Koziejowski · Leszek Martewicz · Witold Woyda                                          |
| 1974                                                       | Grenoble          | Szovjetunió · Jurij Csizs · Vlagyimir Gyenyiszov · Aljakszandr Ramanykov · Szabirzsan Ruzijev · Vaszil Sztankovics                                | Lengyelország · Marek Dąbrowski · Jerzy Kaczmarek · Lech Koziejowski · Leszek Martewicz · Ziemowit Wojciechowski                  | Franciaország · Didier Flament · Christian Noël · Frédéric Pietruszka · Daniel Revenu · Bernard Talvard                                         |
| 1975                                                       | Budapest          | Franciaország · Bruno Boscherie · Christian Noël · Frédéric Pietruszka · Daniel Revenu · Bernard Talvard                                          | Szovjetunió · Vlagyimir Gyenyiszov · Szergej Iszakov · Aljakszandr Ramanykov · Szabirzsan Ruzijev · Vaszil Sztankovics            | Olaszország · Attilio Calatroni · Giovanni Battista Coletti · Nicola Granieri · Carlo Montano · Stefano Simoncelli                              |
| 1977                                                       | Buenos Aires      | NSZK · Thomas Bach · Matthias Behr · Harald Hein · Klaus Reichert                                                                                 | Olaszország · Andrea Borella · Attilio Calatroni · Giovanni Battista Coletti · Fabio Dal Zotto · Carlo Montano                    | Szovjetunió · Szergej Iszakov · Aljakszandr Ramanykov · Szabirzsan Ruzijev · Volodimir Szmirnov · Vaszil Sztankovics                            |
| 1978                                                       | Hamburg           | Lengyelország · Arkadiusz Godel · Leszek Martewicz · Adam Robak · Marian Sypniewski · Bogusław Zych                                               | Franciaország · Philippe Bonnin · Bruno Boscherie · Didier Flament · Pascal Jolyot · Frédéric Pietruszka                          | Szovjetunió · Vlagyimir Gyenyiszov · Uladzimir Lapicki · Aljakszandr Ramanykov · Szabirzsan Ruzijev · Volodimir Szmirnov                        |
| 1979                                                       | Melbourne         | Szovjetunió · Szerhij Koszenko · Uladzimir Lapicki · Aljakszandr Ramanykov · Szabirzsan Ruzijev · Volodimir Szmirnov                              | Olaszország · Andrea Borella · Federico Cervi · Fabio Dal Zotto · Carlo Montano · Mauro Numa                                      | NSZK · Thomas Bach · Matthias Behr · Matthias Gey · Harald Hein · Klaus Reichert                                                                |
| 1981                                                       | Clermont-Ferrand  | Szovjetunió · Borisz Fomenko · Jurij Likov · Aljakszandr Ramanykov · Szabirzsan Ruzijev · Volodimir Szmirnov                                      | Olaszország · Andrea Borella · Fabio Dal Zotto · Carlo Montano · Mauro Numa · Angelo Scuri                                        | NSZK · Frank Beck · Matthias Behr · Matthias Gey · Harald Hein · Klaus Reichert                                                                 |
| 1982                                                       | Róma              | Szovjetunió · Vladimer Apciauri · Jurij Likov · Vitalij Logvin · Aljakszandr Ramanykov                                                            | Franciaország · Didier Flament · Patrick Groc · Pascal Jolyot · Philippe Omnès · Frédéric Pietruszka                              | Olaszország · Andrea Borella · Federico Cervi · Carlo Montano · Mauro Numa · Angelo Scuri                                                       |
| 1983                                                       | Bécs              | NSZK · Frank Beck · Matthias Behr · Matthias Gey · Harald Hein · Klaus Reichert                                                                   | NDK · Hartmuth Behrens · Adrian Germanus · Jens Howe · Klaus Kotzmann                                                             | Kuba · Tulio Díaz · Efigenio Favier · Oscar García Pérez · Ignacio González · Pedro Hernández                                                   |
| 1985                                                       | Barcelona         | Olaszország · Andrea Borella · Federico Cervi · Andrea Cipressa · Mauro Numa · Angelo Scuri                                                       | NSZK · Matthias Behr · Harald Hein · Klaus Reichert · Ulrich Schreck · Thorsten Weidner                                           | Szovjetunió · Vladimer Apciauri · Anvar Ibragimov · Andrej Kljusin · Borisz Koreckij · Aljakszandr Ramanykov                                    |
| 1986                                                       | Szófia            | Olaszország · Andrea Borella · Federico Cervi · Andrea Cipressa · Mauro Numa · Angelo Scuri                                                       | NSZK · Matthias Behr · Matthias Gey · Harald Hein · Ulrich Schreck · Thorsten Weidner                                             | NDK · Aris Enkelmann · Adrian Germanus · Jens Howe · Udo Wagner · Ingo Weißenborn                                                               |
| 1987                                                       | Lausanne          | NSZK · Matthias Behr · Matthias Gey · Klaus Reichert · Ulrich Schreck · Thorsten Weidner                                                          | Franciaország · Patrick Groc · Youssef Hocine · Pascal Jolyot · Patrice Lhôtellier · Philippe Omnès                               | Magyarország · Busa István · Érsek Zsolt · Gátai Róbert · Szekeres Pál · Szelei István                                                          |
| 1989                                                       | Denver            | Szovjetunió · Szerhij Holubickij · Borisz Koreckij · İlqar Məmmədov · Aljakszandr Ramanykov · Dmitrij Sevcsenko                                   | NSZK · Roman Christen · Thomas Endres · Matthias Gey · Alexander Koch · Thorsten Weidner                                          | Franciaország · Laurent Bel · Philippe Conscience · Lionel Finet · Patrice Lhôtellier · Philippe Omnès                                          |
| 1990                                                       | Lyon              | Olaszország · Andrea Borella · Federico Cervi · Andrea Cipressa · Mauro Numa · Alessandro Puccini                                                 | Lengyelország · Leszek Bandach · Piotr Kiełpikowski · Adam Krzesiński · Cezary Siess · Ryszard Sobczak                            | Szovjetunió · Vladimer Apciauri · Szerhij Holubickij · Borisz Koreckij · Aljakszandr Ramanykov · Dmitrij Sevcsenko                              |
| 1991                                                       | Budapest          | Kuba · Guillermo Betancourt · Tulio Díaz · Oscar García Pérez · Elvis Gregory · Rolando Tucker                                                    | Németország · Uwe Römer · Ulrich Schreck · Udo Wagner · Thorsten Weidner · Ingo Weißenborn                                        | Franciaország · Laurent Bel · Youssef Hocine · Olivier Lambert · Patrice Lhôtellier · Philippe Omnès                                            |
| 1993                                                       | Essen             | Németország · Alexander Koch · Uwe Römer · Udo Wagner · Thorsten Weidner · Ingo Weißenborn                                                        | Olaszország · Andrea Borella · Stefano Cerioni · Alessandro Puccini · Francesco Rossi · Luca Vitalesta                            | Lengyelország · Leszek Bandach · Piotr Kiełpikowski · Adam Krzesiński · Ryszard Sobczak · Marian Sypniewski                                     |
| 1994                                                       | Athén             | Olaszország · Marco Arpino · Andrea Borella · Stefano Cerioni · Alessandro Puccini                                                                | Németország · Alexander Koch · Uwe Römer · Udo Wagner · Thorsten Weidner                                                          | Kína · Je Csung (Ye Chong) · Tung Csao-cse (Dong Zhaozhi) · Vang Haj-pin (Wang Haibin) · Vang Li-hung (Wang Lihong)                             |
| 1995                                                       | Hága              | Kuba · Oscar García Pérez · Ignacio González · Elvis Gregory · Rolando Tucker                                                                     | Oroszország · Anvar Ibragimov · İlqar Məmmədov · Vlagyiszlav Pavlovics · Dmitrij Sevcsenko                                        | Lengyelország · Piotr Kiełpikowski · Adam Krzesiński · Jarosław Rodzewicz · Ryszard Sobczak                                                     |
| 1997                                                       | Fokváros          | Franciaország · Laurent Bel · Franck Boidin · Olivier Lambert · Patrice Lhôtellier · Lionel Plumenail                                             | Kuba · Oscar García Pérez · Ignacio González · Elvis Gregory · Rolando Tucker                                                     | Olaszország · Stefano Cerioni · Daniele Crosta · Alessandro Puccini · Salvatore Sanzo                                                           |
| 1998                                                       | La Chaux-de-Fonds | Lengyelország · Piotr Kiełpikowski · Adam Krzesiński · Sławomir Mocek · Ryszard Sobczak                                                           | Franciaország · Laurent Bel · Jean-Noël Ferrari · Patrice Lhôtellier · Lionel Plumenail                                           | Dél-Korea · Csong Gvangszok (Jeong Gwangseok) · Ju Bonghjong (Yu Bonghyeong) · Kim Jongho (Kim Yeongho) · Kim Szungphjo (Kim Seungpyo)          |
| 1999                                                       | Szöul             | Franciaország · Jean-Noël Ferrari · Patrice Lhôtellier · Lionel Plumenail · Jean-Yves Robin                                                       | Kína · Csang Csie (Zhang Jie) · Je Csung (Ye Chong) · Tung Csao-cse (Dong Zhaozhi) · Vang Haj-pin (Wang Haibin)                   | Lengyelország · Piotr Kiełpikowski · Adam Krzesiński · Sławomir Mocek · Wojciech Szuchnicki                                                     |
| 2001                                                       | Nîmes             | Franciaország · Loïc Attely · Franck Boidin · Jean-Noël Ferrari · Brice Guyart                                                                    | Lengyelország · Tomasz Ciepły · Piotr Kiełpikowski · Adam Krzesiński · Sławomir Mocek                                             | Kuba · Oscar García Pérez · Elvis Gregory · Eddy Patterson · Raúl Perojo                                                                        |
| 2002                                                       | Lisszabon         | Németország · Ralf Bißdorf · Peter Joppich · Lars Schache · André Weßels                                                                          | Franciaország · Loïc Attely · Franck Boidin · Jean-Noël Ferrari · Brice Guyart                                                    | Spanyolország · Luis Caplliure · Javier García · José Francisco Guerra · Javier Menéndez                                                        |
| 2003                                                       | Havanna           | Olaszország · Andrea Cassarà · Marco Ramacci · Salvatore Sanzo · Simone Vanni                                                                     | Kína · Csou Zsuj (Zhou Rui) · Je Csung (Ye Chong) · Vang Haj-pin (Wang Haibin) · Vu Han-hsziung (Wu Hanxiong)                     | Németország · Dominik Behr · Ralf Bißdorf · Peter Joppich · André Weßels                                                                        |
| 2005                                                       | Lipcse            | Franciaország · Nicolas Beaudan · Brice Guyart · Erwann Le Péchoux · Victor Sintès                                                                | Olaszország · Andrea Baldini · Andrea Cassarà · Salvatore Sanzo · Simone Vanni                                                    | Németország · Dominik Behr · Ralf Bißdorf · Peter Joppich · Benjamin Kleibrink                                                                  |
| 2006                                                       | Torino            | Franciaország · Loïc Attely · Nicolas Beaudan · Marcel Marcilloux · Erwann Le Péchoux                                                             | Németország · Dominik Behr · Richard Breutner · Peter Joppich · Benjamin Kleibrink                                                | Olaszország · Andrea Baldini · Andrea Cassarà · Salvatore Sanzo · Simone Vanni                                                                  |
| 2007                                                       | Szentpétervár     | Franciaország · Nicolas Beaudan · Brice Guyart · Erwann Le Péchoux · Marcel Marcilloux                                                            | Németország · Dominik Behr · Peter Joppich · Benjamin Kleibrink · Christian Schlechtweg                                           | Dél-Korea · Cshö Bjongcshol (Choi Byeongcheol) · Csong Cshangjong (Jeong Changyeong) · Pak Higjong (Park Huigyeong) · Szon Jonggi (Son Yeonggi) |
| 2008                                                       | Peking            | Olaszország · Andrea Baldini · Stefano Barrera · Andrea Cassarà · Salvatore Sanzo                                                                 | Németország · Dominik Behr · Richard Breutner · Peter Joppich · Benjamin Kleibrink                                                | Lengyelország · Radosław Glonek · Michał Majewski · Sławomir Mocek · Marcin Zawada                                                              |
| 2009                                                       | Antalya           | Olaszország · Andrea Baldini · Stefano Barrera · Andrea Cassarà · Simone Vanni                                                                    | Németország · Sebastian Bachmann · Dominik Behr · Peter Joppich · Benjamin Kleibrink                                              | Oroszország · Renal Ganyejev · Alekszej Hovanszkij · Artyom Szedov · Alekszandr Sztukalin                                                       |
| 2010                                                       | Párizs            | Kína · Csang Liang-liang (Zhang Liangliang) · Csu Csün (Zhu Jun) · Huang Liang-caj (Huang Liangcai) · Lej Seng (Lei Sheng)                        | Olaszország · Valerio Aspromonte · Andrea Baldini · Stefano Barrera · Andrea Cassarà                                              | Japán · Avadzsi Szuguru · Csida Kenta · Mijake Rjó · Óta Júki                                                                                   |
| 2011                                                       | Catania           | Kína · Csang Liang-liang (Zhang Liangliang) · Csu Csün (Zhu Jun) · Lej Seng (Lei Sheng) · Ma Csien-fej (Ma Jianfei)                               | Franciaország · Brice Guyart · Erwann Le Péchoux · Marcel Marcilloux · Victor Sintès                                              | Németország · Sebastian Bachmann · Peter Joppich · Benjamin Kleibrink · André Weßels                                                            |
| 2013                                                       | Budapest          | Olaszország · Valerio Aspromonte · Giorgio Avola · Andrea Baldini · Andrea Cassarà                                                                | Egyesült Államok · Miles Chamley-Watson · Race Imboden · Alexander Massialas · Gerek Meinhardt                                    | Franciaország · Jérémy Cadot · Erwann Le Péchoux · Enzo Lefort · Marcel Marcilloux                                                              |
| 2014                                                       | Kazany            | Franciaország · Erwann Le Péchoux · Enzo Lefort · Julien Mertine · Vincent Simon                                                                  | Kína · Csen Haj-vej (Chen Haiwei) · Lej Seng (Lei Sheng) · Ma Csien-fej (Ma Jianfei) · Si Csia-lo (Shi Jialuo)                    | Olaszország · Valerio Aspromonte · Giorgio Avola · Andrea Baldini · Andrea Cassarà                                                              |
| 2015                                                       | Moszkva           | Olaszország · Giorgio Avola · Andrea Baldini · Andrea Cassarà · Daniele Garozzo                                                                   | Oroszország · Artur Ahmathuzin · Alekszej Cseremiszinov · Renal Ganyejev · Dmitrij Rigin                                          | Kína · Csen Haj-vej (Chen Haiwei) · Lej Seng (Lei Sheng) · Li Csen (Li Chen) · Ma Csien-fej (Ma Jianfei)                                        |
| 2017                                                       | Lipcse            | Olaszország · Giorgio Avola · Andrea Cassarà · Alessio Foconi · Daniele Garozzo                                                                   | Egyesült Államok · Miles Chamley-Watson · Race Imboden · Alexander Massialas · Gerek Meinhardt                                    | Franciaország · Jérémy Cadot · Erwann Le Péchoux · Enzo Lefort · Julien Mertine                                                                 |
| 2018                                                       | Vuhszi (Wuxi)     | Olaszország · Giorgio Avola · Andrea Cassarà · Alessio Foconi · Daniele Garozzo                                                                   | Egyesült Államok · Miles Chamley-Watson · Race Imboden · Alexander Massialas · Gerek Meinhardt                                    | Oroszország · Tyimur Arszlanov · Alekszej Cseremiszinov · Tyimur Szafin · Dmitrij Zserebcsenko                                                  |
| 2019                                                       | Budapest          | Egyesült Államok · Miles Chamley-Watson · Race Imboden · Alexander Massialas · Gerek Meinhardt                                                    | Franciaország · Erwann Le Péchoux · Enzo Lefort · Julien Mertine · Maxime Pauty                                                   | Olaszország · Giorgio Avola · Andrea Cassarà · Alessio Foconi · Daniele Garozzo                                                                 |
| 2022                                                       | Kairó             | Olaszország · Alessio Foconi · Daniele Garozzo · Tommaso Marini · Guillaume Bianchi                                                               | Egyesült Államok · Chase Emmer · Nick Itkin · Alexander Massialas · Gerek Meinhardt                                               | Franciaország · Maximilien Chastanet · Pierre Loisel · Enzo Lefort · Alexandre Sido                                                             |
| 2023                                                       | Milánó            | Japán · Iimura Kazuki · Macujama Kjószuke · Sikine Takahiro · Szuzumura Kenta                                                                     | Kína · Csen Haj-vej (Chen Haiwei) · Mo Ce-vej (Mo Ziwei) · Hszü Csie (Xu Jie) · Vu Pin (Wu Bin)                                   | Hongkong · Cőng Ká-lóng (Cheung Ka-long) · Cőn Jín-chój (Choi Chun Yin) · Jőng Chí-ká (Yeung Chi Ka) · Lőng Chín-jű (Leung Chin Yu)             |

### Éremtáblázat
| Helyezés | Nemzet           | Arany | Ezüst | Bronz | Összesen |
| 1.       | Olaszország      | 24    | 9     | 8     | 41       |
| 2.       | Szovjetunió      | 14    | 3     | 5     | 22       |
| 3.       | Franciaország    | 13    | 16    | 8     | 37       |
| 4.       | NSZK             | 3     | 5     | 2     | 10       |
| 5.       | Lengyelország    | 2     | 7     | 9     | 18       |
| 6.       | Németország      | 2     | 6     | 4     | 12       |
| 7.       | Kína             | 2     | 4     | 2     | 8        |
| 8.       | Kuba             | 2     | 1     | 2     | 5        |
| 9.       | Magyarország     | 1     | 6     | 7     | 14       |
| 10.      | Egyesült Államok | 1     | 4     | 0     | 5        |
| 11.      | Románia          | 1     | 0     | 2     | 3        |
| 12.      | Japán            | 1     | 0     | 1     | 2        |
|          |                  |       |       |       |          |
| 13.      | Oroszország      | 0     | 2     | 2     | 4        |
| 14.      | Ausztria         | 0     | 1     | 2     | 3        |
| 14.      | Belgium          | 0     | 1     | 2     | 3        |
| 16.      | NDK              | 0     | 1     | 1     | 2        |
|          |                  |       |       |       |          |
| 17.      | Egyiptom         | 0     | 0     | 3     | 3        |
| 18.      | Dél-Korea        | 0     | 0     | 2     | 2        |
| 19.      | Csehszlovákia    | 0     | 0     | 1     | 1        |
| 19.      | Hongkong         | 0     | 0     | 1     | 1        |
| 19.      | Nagy-Britannia   | 0     | 0     | 1     | 1        |
| 19.      | Spanyolország    | 0     | 0     | 1     | 1        |
| Összesen | Összesen         | 66    | 66    | 66    | 198      |

## Összesített éremtáblázat
| Helyezés | Nemzet           | Arany | Ezüst | Bronz | Összesen |
| 1.       | Olaszország      | 46    | 30    | 31    | 107      |
| 2.       | Franciaország    | 28    | 28    | 27    | 83       |
| 3.       | Szovjetunió      | 24    | 8     | 12    | 44       |
| 4.       | Németország      | 8     | 8     | 9     | 25       |
| 5.       | NSZK             | 7     | 8     | 5     | 20       |
| 6.       | Lengyelország    | 3     | 10    | 15    | 28       |
| 7.       | Magyarország     | 3     | 10    | 8     | 21       |
| 8.       | Oroszország      | 3     | 3     | 7     | 13       |
| 9.       | Kuba             | 3     | 3     | 4     | 10       |
| 10.      | Ukrajna          | 3     | 1     | 2     | 6        |
| 11.      | Kína             | 2     | 8     | 6     | 16       |
| 12.      | Egyesült Államok | 2     | 6     | 3     | 11       |
| 13.      | Japán            | 2     | 1     | 4     | 7        |
| 14.      | Nagy-Britannia   | 1     | 2     | 4     | 7        |
| 15.      | Románia          | 1     | 1     | 2     | 4        |
|          |                  |       |       |       |          |
| 16.      | Dél-Korea        | 0     | 1     | 5     | 6        |
| 17.      | Ausztria         | 0     | 1     | 2     | 3        |
| 17.      | Belgium          | 0     | 1     | 2     | 3        |
| 19.      | Spanyolország    | 0     | 1     | 2     | 3        |
| 20.      | NDK              | 0     | 1     | 1     | 2        |
|          |                  |       |       |       |          |
| 21.      | Egyiptom         | 0     | 0     | 3     | 3        |
| 22.      | Hongkong         | 0     | 0     | 2     | 2        |
| 23.      | Csehszlovákia    | 0     | 0     | 1     | 1        |
| Összesen | Összesen         | 136   | 132   | 157   | 425      |